# André Gilbert
André Gilbert (* in Pontoise, Frankreich) war ein französischer Bildhauer des Art déco.

## Leben
Die Lebensdaten Gilberts sind in der Literatur nicht bekannt. Er fertigte in den 1920er Jahren einige chryselephantine Statuetten aus Bronze, Elfenbein und Marmor im Stil des Art déco für die Bildgießereien Edmond Etling und Les Neveux de Jules Lehmann. Seine Themen waren unter anderem Figuren aus der Commedia dell’arte wie Pierrot und Colombina.
Gemäß Eric Knowles „überzeugte [André Gilbert] mit hochwertigen und innovativen Art-déco-Themen“.

## Werke (Auswahl)
- Wasserträger
- Tambourine Tänzerinnen
- Wirbelnde Mädchen
- Auf der Parade
- Harlekinade mit Rose
- Verführung
- Tanz auf der Harlekinade